# Croton vohibariensis
Espèce
Croton vohibariensis est une espèce de plantes à fleurs du genre Croton et de la famille des Euphorbiaceae, présente dans le sud de Madagascar.